# The Doctors

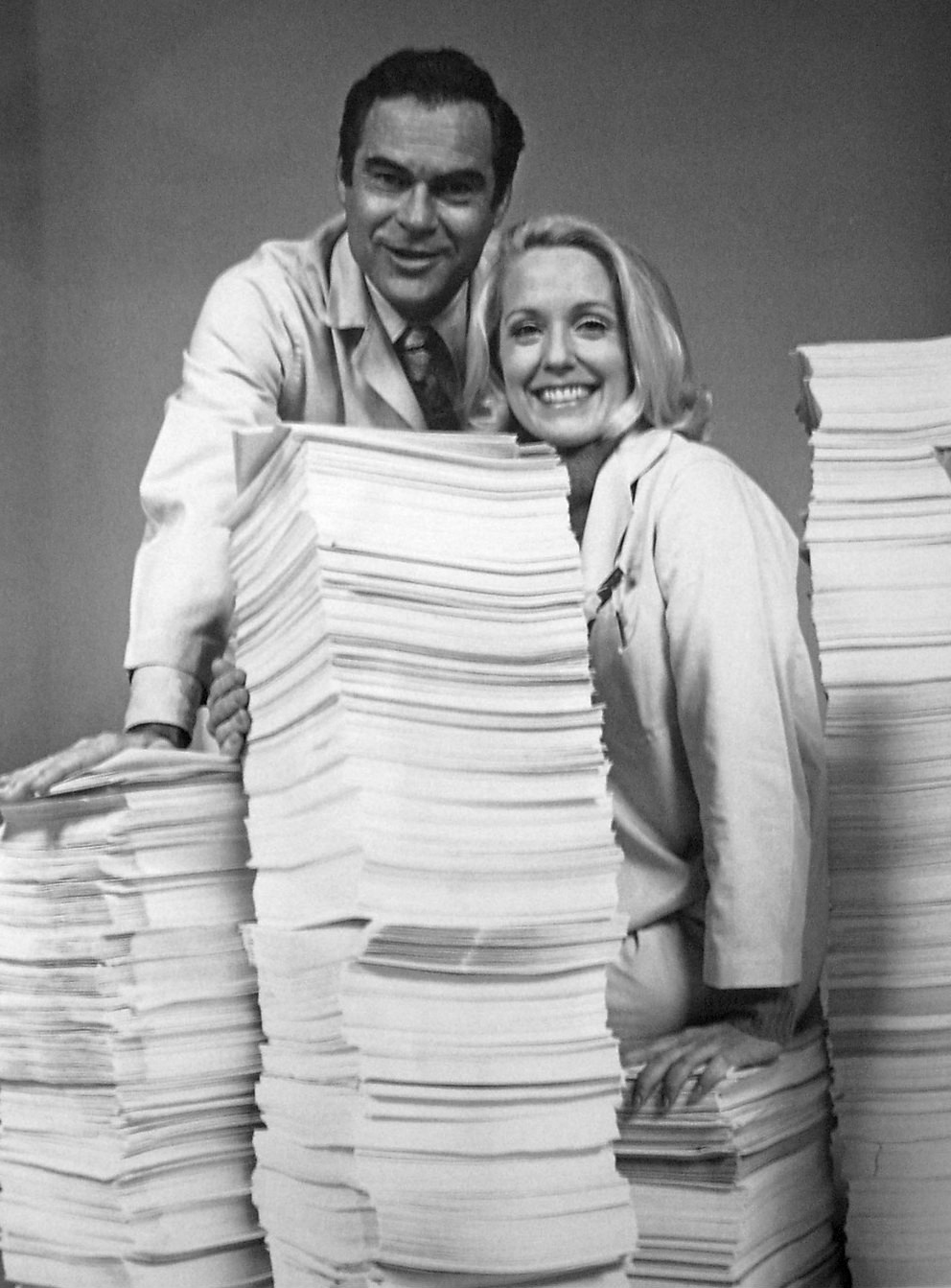
James Pritchett en Elizabeth Hubbard in 1973, bij het tienjarig bestaan van The Doctors

The Doctors is een soapserie die op zender NBC liep van 1 april 1963 tot 31 december 1982. Er zijn 5155 afleveringen gemaakt. De serie ging op dezelfde dag van start als General Hospital, uitgezonden door ABC.

## Rolverdeling
- Armand Assante als Dr. Mike Powers
- Alec Baldwin als Billy Allison Aldrich
- Julia Duffy als Penny Davis
- Jonathan Frakes als Tom Carroll
- Gil Gerard als Dr. Alan Stewart
- Kathryn Harrold als Nola Dancy Aldrich (originele rol)
- Louise Lasser
- Anna Stuart als Toni Ferra Powers
- Kathleen Turner als Nola Dancy Aldrich
- Ian Ziering als Erich Aldrich
- Kim Zimmer als Nola Dancy Aldrich (vervanging Kathleen Turner)